# Hundred (divisió)

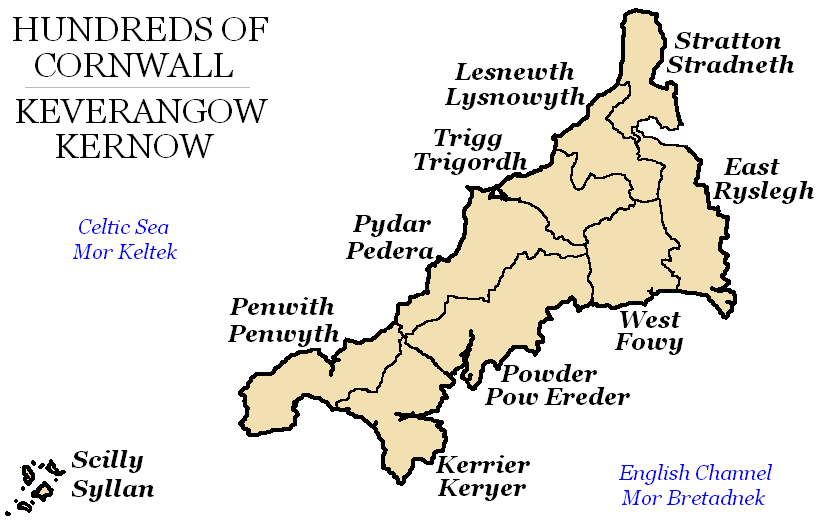
Mapa dels hundrds a Cornualla al.

Hundred (literalment, «centena»), va ser una divisió administrativa inferior al comtat que es va fer servir en parts d'Anglaterra, sobretot durant l'edat mitjana. En origen el hundred era una divisió territorial basada en un determinat nombre de persones assignades per ocupar les terres. La principal funció del hundred era recaptar els impostos, però també tenia funcions judicials, per a la qual cosa tenien uns membres que el representaven. Els hundreds amb el pas del temps van romandre obsolets fins que al segle xix es van crear altres organismes administratius que en van assumir les competències. Van existir en altres parts del Regne Unit amb noms diferents: a la zona fronterera amb Escòcia es deia ward, a Gal·les tenia el nom de cantref, en els comtats que van pertànyer al Danelaw es deia wapentake; a Irlanda en lloc de comtats hi ha baronies i aquestes es divideixen en hundreds, que tenen l'extensió d'una ciutat i la seva àrea d'influència. Aquest concepte sembla que és de procedència germànica i es pot trobar en països nòrdics amb altres noms: herred (Dinamarca i Noruega, zona de parla bokmål), herad (Noruega, zona de parla nynorsk), hérað (Islàndia), härad o hundare (Suècia), Harde (Alemanya), satakunta o kihlakunta (Finlàndia) i  kihelkond (Estònia). Quan els britànics van fer colònies van exportar aquesta idea i és er això que es fa servir a Austràlia (Austràlia Meridional) i als Estats Units.

## Anglaterra
Segons l'historiador romà Tàcit, les tribus germàniques dividien el seu territori en àrees de població capaces de proveir l'exèrcit d'un centenar d'homes en cas de muntar tropes: els centeni. No se sap del cert si aquest és l'origen dels hundreds, però el cas és que quan les tribus anglosaxones van colonitzar l'illa de la Gran Bretanya van dividir el territori que ocupaven en àrees de 100 hides (1 hide=120 acres) perquè les habitessin i les treballessin. Cada àrea de 100 hides s'anomenava tything i cada 10 tythings formava una unitat administrativa que es deia hundred.
El primer registre que es té d'aquest ús de la paraula hundred és en una llei del rei Edmund el Magnífic (939-46). El hundred no va tenir el mateix valor a tota la Gran Bretanya. Al centre de l'illa, als Midlands sí que equivalia a 100 hides, però al sud s'aplicava una altra mesura ja existent entre els saxons occidentals, abans que s'unissin a Mèrcia per a formar Anglaterra al segle x. Hi ha una llei anomenada The Hundred Ordinance, escrita a mitjan segle x, que determina que els representants dels hundreds s'havien de trobar un cop al mes per debatre sobre temes de justícia. En els territoris de l'illa que van ser ocupats pels danesos i van formar el Danelaw empraven el mateix tipus de divisió administrativa però allà feien servir la paraula wapentake.
En l'època dels reis normands d'Anglaterra cada comte havia de pagar un impost en relació al nombre de hundreds que hi hagués al seu territori. Per determinar quant calia pagar el rei enviava a cada comtat un escrivà amb potestat de decisió (shire-reeve o sheriff) acompanyat d'un cavaller que fes valer l'autoritat del xèrif. Tots dos seien al costat dels representants locals de l'autoritat: el batlle (bailiff) i un grup petit de cavallers locals, que generalment eren dos cavallers per cada hundred. Entre tots determinaven quants diners es pagaria, després el batlle i els cavallers del hundred es feien responsables de recaptar els diners i de donar-los al xèrif que els faria arribar al tresorer del rei, l'anomenat Exchequer.
L'administració immediatament superior al hundred era el shire, el territori controlat per un senyor feudal, i per damunt d'aquest estava el comtat. Amb l'adopció del cristianisme pels reis anglosaxons es va fer servir també una unitat generalment inferior, la parròquia. Els límits territorials d'uns i altres de vegades s'entrecreuaven, per exemple un hundred podia pertànyer parcialment a un comtat i parcialment a un altre, una parròquia podia també estar parcialment en un comtat i parcialment en un altre. Això era degut al fet que per establir les fronteres dels comtats es van tenir en compte formacions del relleu com els rius o les muntanyes i, de vegades un hundred s'estenia al voltant dels dos marges d'un riu, o el nucli de població que havia sorgit al voltant d'una església, la parròquia, estava separat en dos grups de cases al voltat d'un riu, en el lloc on era més fàcil travessar-lo.
En els comtats de Kent i Sussex es va donar el cas excepcional que entre el hundred i el shire hi havia un nivell intermedi anomenat lathe a Kent i rape a Sussex.
La llista de hundreds no es va mantenir fixa al llarg dels anys. En el Domesday Book la quantitat de hundreds era molt inferior als que van constar en registres posteriors. Per altra banda el nombre de hundreds de cada comtat diferia notablement, per exemple al comtat de Leicestershire hi havia sis, mentre que al de Devon hi havia trenta-dos, segons les dades del 1086.

### Reunions delshundreds
Amb el temps, la principal funció del hundred va ser l'administració de la llei i els manteniment de la pau. Al segle xii els membres del hundred es reunien dotze vegades a l'any, però després va augmentar amb trobades cada quinze dies, tot i que una ordenança del 1234 va reduir la freqüència a una cada tres setmanes. Alguns hundreds tenien un lloc fix per trobar-se, mentre que altres decidien a cada convocatòria on reunir-se.
Aquestes reunions tenien funció judicial segons i seguien el sistema de representativitat anomenat frankpledge, una mena de responsabilitat compartida. El frankpledge volia dir que cada ciutadà lliure o serf havia de pertànyer a un hundred que se'n fes responsable de la seva conducta i, en cas de transgredir la llei el ciutadà podia apel·lar al seu hundred perquè pagués la seva fiança. Anteriorment a això, el mateix passava amb els thything: quan una persona era cridada per un tribunal i aquesta no es presentava, els membres del seu thything feien jurament que ells no tenien res a veure amb la fugida i si no feien aquest jurament el tribunal els feia responsables de les acusacions del fugat i havien de pagar la multa que hauria d'haver pagat l'acusat.
El tribunal del hundred estava format per dotze homes lliures. Segons un estatut del segle xiii, els homes lliures no calia que anessin a demanar justícia a un senyor, sinó que qualsevol disputa que els afectés la podien plantejar davant els dotze representants del tribunal del hundred corresponent i ells decidirien.
Per a crims especialment seriosos, el tribunal del hundred quedava sota jurisdicció de la corona; el principal magistrat era el xèrif, que recorria els pobles per escoltar les demandes i fer justícia. Tanmateix, molts hundreds estaven, de fet, en mans privades, ja que el màxim representant del hundred mantenia una estreta relació amb el senyor feudal, que era un títol de caràcter hereditari. Quan un hundred depenia de tal manera d'un senyor, aquest designava un batlle o senescal i un jutge que el representessin per fer les funcions del xèrif.
Aquests tribunals van perdre importància devers el segle xvii i la majoria de les seves potestats van quedar anul·lades amb l'establiment dels tribunals del comtat l'any 1867. La responsabilitat dels habitants d'un hundred en relació als danys causats per revoltes va finalitzar l'any 1886, quan es va transferir als habitants de tot el comtat. Encara que després d'aquesta data els hundreds tampoc han tingut funció administrativa o legal, mai han estat abolits formalment.

### Funcions administratives
Des del segle xi a Anglaterra, i en menor grau des del segle xvi a Gal·les, i fins a mitjan segle xix les trobades anuals dels hundreds van tenir diversos nivells d'atribucions. La que més temps es va mantenir va ser la funció recaptadora d'impostos.
L'agrupació dels hundreds es va fer servir per definir com es constituiria el parlament, entre l'any 1832 al 1885, segons la procedència dels grups parlamentaris. Per a la redistribució d'escons el 1885 es va emprar una subdivisió diferent del territori d'un comtat, els petty sessions. La divisió en hundreds també es va fer servir durant els primers quatre censos que es van elaborar, del 1801 al 1841.
A finals del segle xix es van crear altres divisions territorials (les autoritats unitàries, els districtes urbans i els districtes rurals) que, a més de recaptar impostos, tenien competències en temes com: associacions per pal·liar la pobresa, recursos sanitaris i manteniment de camins, per la qual cosa van substituir les funcions administratives dels hundreds.
Alguns noms d'antics hundreds corresponen a noms de ciutats actuals i, d'alguna manera, equivalen als seus ajuntaments o consells gestors de l'àrea metropolitana.

### ElsChiltern hundreds
Al segle xvi es va donar un període de trencament de les institucions i a la regió dels Chilterns es va nomenar un representant de la corona (Crown Steward) per mantenir l'ordre però poc després el càrrec va quedar suprimit i al segle xvii els que tenien aquest nomenament van deixar de rebre la paga. Des de llavors, a la Casa dels Comuns del parlament es fa servir l'expressió Chiltern hundreds per a dir que cessen algú del seu escó.

### Gal·les:cantref

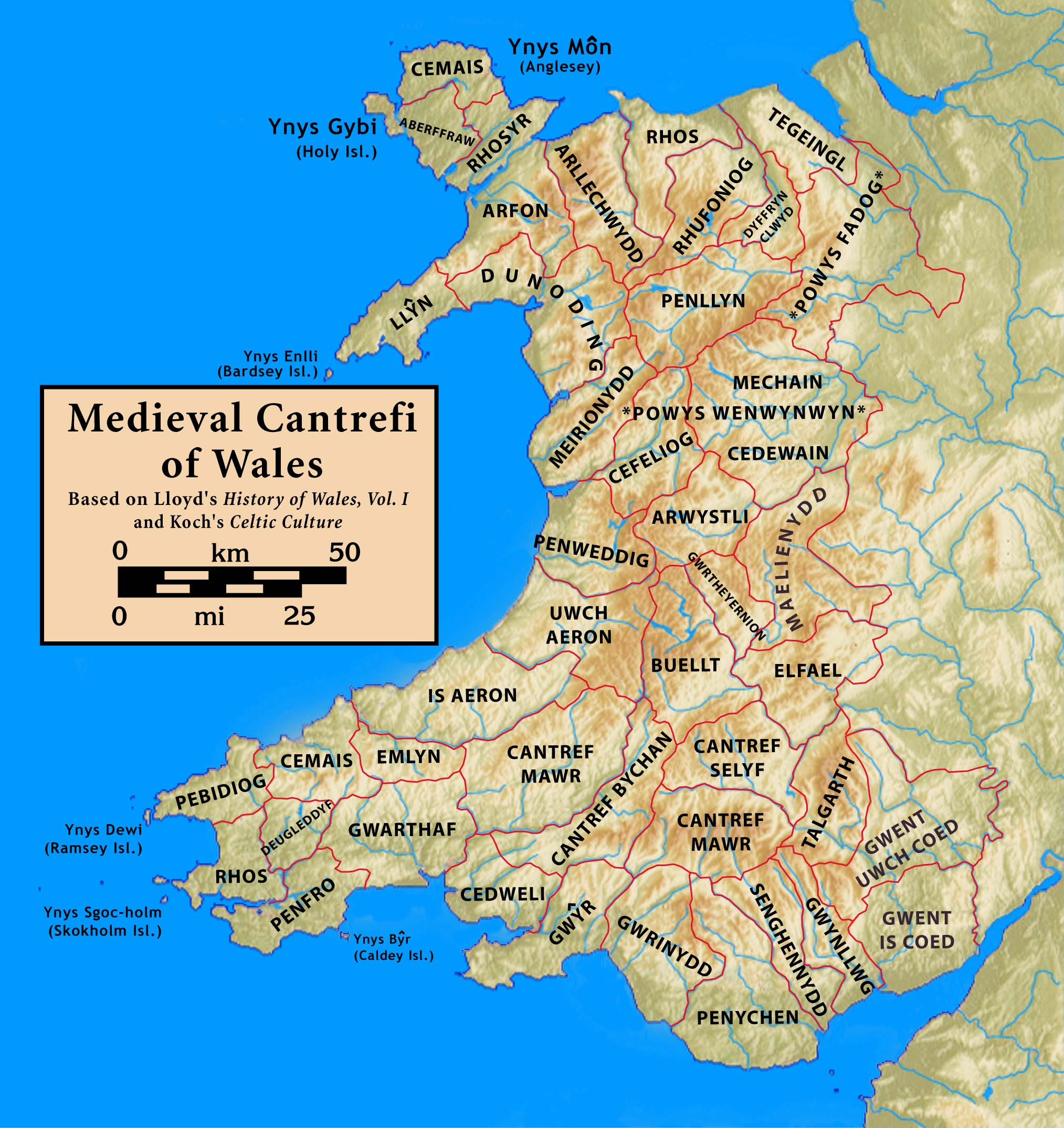
Mapa dels cantrefs medievals.

Gal·les, abans de l'arribada dels anglosaxons, era una terra habitada per tribus celtes i aquests feien servir una divisió administrativa semblant anomenada cantref, equivalent a cent granges i les corresponents explotacions agrícoles. Van existir durant segles i van tenir força importància en la legislació. Les relacions entre membres del mateix cantref devia ser molt més freqüent que amb els d'altres, ja que els seus límits marquen les diferències dialèctiques del gal·lès. Alguns van ser, a més, antics regnes de propi dret mentre que altres es van crear posteriorment per igualar el nombre de representants del comtat.
Cada cantref tenia el seu propi tribunal que era una assemblea presidida pel uchelwyr, el principal terratinent del cantref. Però en cas que el rei assistís a l'assemblea, era aquest qui ocupava la presidència i si el rei no assistia enviava un representant. A més dels jutges hi havia un escrivà, un uixer i, de vegades, dos advocats. Les competències del cantref eren: jutjar criminals, determinar qui tenia la raó en disputes sobre límits i assignar herències.

### Elswapentake

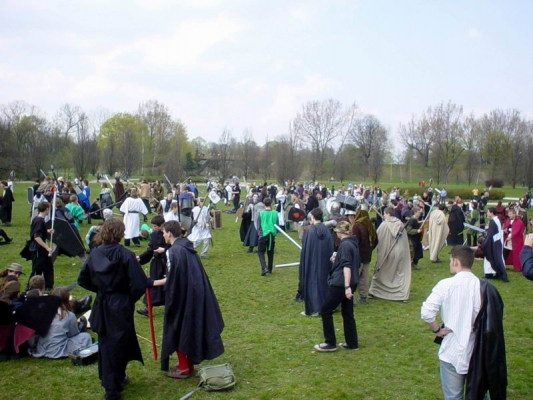
Els representants dels hundreds es trobaven almenys un cop a l'any en un escampat. Una de les funcions era reclutar soldats.

Wapentake és la paraula que es va fer servir en els territoris del Danelaw. Es creu que aquest terme deriva de wǣpen («arma») perquè el lloc on es trobava el hundred —una cruïlla de camins o una esplanada a la vora d'un riu— se senyalitzava clavant una arma al terra, probablement una llança, o potser perquè les decisions de l'assemblea es prenien votant a mà alçada amb una arma a la mà. Segons alguns autors, durant les assemblees dels noruecs no s'alçaven les armes (anomenades þing) però potser ho feien en acabar. També cap la possibilitat que només els ciutadans amb dret a portar armes tinguessin dret a assistir i participar en el wapentake, aquesta idea sorgeix de la descripció que en va fer Tàcit sobre els costums de les tribus germàniques i també de la tradició al cantó suís d'Appenzell Innerrhoden.
Els comtats anglesos que tenien wapentakes eren: Yorkshire, Derbyshire, Leicestershire, Northamptonshire, Nottinghamshire, Rutland i Lincolnshire.
A Yorkshire, un wapentake podia substituir diversos hundreds dels anglosaxons. Aquest procés es va completar el 1086 en les zones nord i oest, que ells anomenaven North Riding i West Riding, però va continuar a l'est, East Riding, fins al segle xii.
En alguns comtats, com el de Leicestershire, els wapentakes esmentats al Domesday Book es van passar a dir hundreds posteriorment. En altres, com el de Lincolnshire, el terme encara es fa servir.
En els llocs on encara es conserva el nom ja no tenen valor pràctic. Les seves funcions potencials han estat assumides per altres organismes.
El terme ward es va emprar de manera semblant en quatre comtats: Cumberland, Durham, Northumberland i Westmorland.

## Països nòrdics
El terme hundare es va fer servir a l'antiga Svealand i a l'actual Finlàndia. Era l'àrea d'on es reclutaven 100 homes per formar la tripulació d'un vaixell, el qual estava dotat de 12 parells de rems i un capità.
Amb el temps aquesta unitat organitzativa va quedar obsoleta amb la introducció del härad o Herred, que era el terme emprat en la resta de països nòrdics. Aquesta paraula deriva del terme protonòrdic *harja-raiðō («grup de guerrers») o del protogermànic *harja-raiða («equipament de guerra»). Seguint el mateix concepte, existia el skipreide, nom que rebia cada tram de la costa on els habitants eren responsables de proveir l'equipament i els homes per posar en marxa un vaixell.
Els hundreds no es van fer servir a Norrland, les terres del nord de Suècia escassament poblades. En aquell país un härad generalment estava dividit en unes poques parròquies (socken), on l'administració eclesiàstica i civil s'unien en un sol organisme. Això va perdre sentit quan el 1862 es va aprovar la reforma administrativa del govern local. Al començament un härad era una divisió territorial del landskap («província»), però des de la reforma del 1634, el län («comtat») va assumir totes les atribucions de la província. Un härad també funcionava com a districte electoral, amb un membre representant durant l'època del Riksdag (el parlament suec entre 1436–1866). El häradsrätt era el tribunal del härad, equivalent a un tribunal de primera instància, i van ser abolits el 1970 i substituïts pels tingsrätt, els moderns tribunals de districte.
Actualment els härad ja no tenen funcions administratives a Suècia, tot i que alguns districtes judicials encara porten el nom (per exemple, Attunda tingsrätt) i també es troben formant part d'algunes paraules, com: Sjuhäradsbygden («districte dels set härad»).
No és clar quan van sorgir els hundreds a la part occidental de Finlàndia. El nom de la província de Seatakunta, conté el terme sata que vol dir «centena», alguns indicis fan pensar que es va introduir abans de les Croades Bàltiques, de la cristianització i del moment en què l'illa va formar part de Suècia.
Amb el nom de kihlakunta, els hundreds van ser la unitat administrativa fonamental fins al 2009. Cada kihlakunta estava subordinat a una lääni («província, comtat») i tenia el seu propi departament de policia, tribunal i fiscal. Generalment cada ciutat comprenia un districte urbà o kihlakunta, mentre que en l'àmbit rural diversos municipis formaven un sol kihlakunta. En ser abolides les províncies el territori de cada autoritat va quedar delimitat per separat, per exemple podien haver diferent nombre de districtes policials que de districtes judicials.
El terme herred o herad es va empara a Noruega entre el 1863 i el 1992 aplicat a municipis, igual com el terme kommune. Actualment només als municipis de l'oest de Noruega fan servir el terme herad, per exemple a Ulvik i a Kvam. Alguns districtes noruecs conserven el terme per motius històrics, per exemple Krødsherad i Heradsbygd, situades a l'est de Noruega.

## Estats Units d'Amèrica
Els comtats dels estats de Delaware, Nova Jersey i Pennsilvània van estar dividits en hundreds durant el segle xvii, model que van importar els colons anglesos. Encara existeixen a Delaware i es van fer servir com a mitjà per recaptar diners i com a districtes electorals fins a la dècada del 1960, però actualment només es fan servir per definir l'estat.
El hundred va ser també una divisió administrativa en comtats de l'estat de Maryland. El comtat de Carroll, a Maryland, es va formar el 1836 prenent els següents hundreds al comtat de Baltimore: North Hundred, Pipe Creek Hundred, Delaware Upper Hundred, Delaware Lower Hundred i, del comtat de Frederick: Pipe Creek Hundred, Westminster Hundred, Unity Hundred, Burnt House Hundred, Piney Creek Hundred, i Taneytown Hundred. El comtat de Somerset, a Maryland, que es va crear el 1666, estava inicialment dividit en sis hundreds: Mattapony, Pocomoke, Boquetenorton, Wicomico, i dos de Baltimore; en una posterior configuració del comtat es van afegir cinc hundreds més: Pitts Creek, Acquango, Queponco, Buckingham, i Worcester.
Assolida la independència de les colònies americanes, el terme va caure en desgràcia i es va substituir per l'expressió districte electoral. Així i tot, la paraula hundred encara es va fer servir durant 50 anys més en escriptures de propietat.
En algunes plantacions de la Virgínia colonial van afegir el terme hundred al seu nom, com ara: Martin's Hundred, Flowerdew Hundred, o West and Shirley Hundred. Bermuda Hundred va ser la primera ciutat de Virgínia que va emprar aquesta paraula; va ser fundada per sir Thomas Dale el 1613, sis anys després que la ciutat de Jamestown.
Mentre es debatia al congrés la llei sobre el territori (Land Ordinance) del 1785, el comitè de Thomas Jefferson va proposar dividir les terres públiques de l'oest en hundreds, cadascun de deu milles quadrades, però finalment va guanyar la proposta de repartir el territori en ciutats (township), que tindrien una extensió de sis milles quadrades.

## Austràlia
Al sud d'Austràlia, als títols de propietat es fa constar en quin hundred està situada la parcel·la. També els comtats d'aquesta zona fan constar quins hundreds hi ha dins dels seus límits, però generalment no es fan servir com a districtes electorals i són poc coneguts per la població en general, excepte quan cal transferir un títol de propietat. El comtat de Cumberland (Sydney) també va estar dividit en hundreds fins al segle xix però van ser abrogats. En aquell país tradicionalment un hundred vol dir cent milles quadrades (26.000 hectàrees), encara que aplicat a la realitat del relleu això no sempre es compleix amb exactitud.